# Molybdän(VI)-fluorid
Molybdän(VI)-fluorid (MoF6), häufig auch Molybdänhexafluorid, ist eine chemische Verbindung der Elemente Molybdän und Fluor und gehört zur Stoffgruppe der Hexafluoride. Es ist das höchste Fluorid des Molybdäns. Da Molybdän ein Spaltprodukt des Urans ist, tritt Molybdänhexafluorid als Verunreinigung von Uranhexafluorid auf. Ferner ist es aufgrund der chemischen Ähnlichkeit von Molybdän und Wolfram auch als Verunreinigung in Wolfram(VI)-fluorid enthalten. Es kann aus diesem durch Reduktion eines WF6-MoF6-Gemisches mit einem beliebigen Element, einschließlich Molybdän, bei mäßig erhöhter Temperatur entfernt werden.

## Darstellung
Molybdänhexafluorid wird durch direkte Umsetzung des Metalls in einem Überschuss von elementarem Fluor (F2) dargestellt.
{\displaystyle {\ce {Mo + 3 F2 -> MoF6}}}

## Eigenschaften
Molybdänhexafluorid ist bei Raumtemperatur eine feuchtigkeitsempfindliche, farblose bis gelbliche Flüssigkeit mit stechendem Geruch, die bei 17,5 °C zu einem weißen kristallinen Feststoff erstarrt bzw. bei 34,0 °C siedet. Es kristallisiert im orthorhombischen Kristallsystem (gemessen bei −140 °C) in der Raumgruppe Pnma (Nr. 62) mit den Gitterparametern a = 939,4 pm, b = 854,3 pm und c = 495,9 pm und vier Formeleinheiten pro Elementarzelle mit einer berechneten Dichte von 3,50 g·cm−3. Die Fluoratome nehmen dabei die Hexagonal dichteste Kugelpackung ein. Das MoF6-Molekül ist oktaedrisch (Oh); die Mo–F-Bindungslänge beträgt 181,7 pm.